# Jean Benoît Schérer
Jean Benoît Schérer auch Johann Benedikt Scherer, Johann Benedict Scherer oder John Benedict von Scherer (* 1. September 1741 in Straßburg; † 16. Oktober 1824) war ein französischer Jurist, Historiker, Topograph, Diplomat und Freimaurer.

## Leben
Johann Benedikt Scherer wurde als Sohn des Universitätsrektors Johann Friedrich Scherer und dessen Frau Marie Salome Lederlin geboren. Er studierte in Straßburg und wurde dort zum Dr. phil. promoviert. Anschließend reiste er nach Jena, Leipzig und Freiberg, wo er Rechtswissenschaften studierte. Nach seiner Promotion zum Dr. iur. wechselte er als Diplomat in den französischen Staatsdienst und gebrauchte seither die französische Namensform. Er diente an der Botschaft in St. Petersburg und hielt sich zu diplomatischen Missionen in Stockholm, Kopenhagen und Berlin auf.
Ab 1775 diente er im Außenministerium in Versailles. Er verfasste und übersetzte mehrere Bücher und galt als wichtiger Russlandkenner. Seine 1776 vom Außenministerium veröffentlichten Memoiren lösten diplomatische Irritationen aus, da sie Pläne für eine englisch-russische Invasion Japans unter Captain Cook offenbarten. Eine französische Flotte unter Louis Antoine de Bougainville solle deshalb dem japanischen Kaiser zu Hilfe eilen. Scherer reagierte in seinen Memoiren auf die Veröffentlichung von Hayashi Shiheis Diskurs über die Wehrhaftigkeit einer Seenation (Kaikoku Heidan 海国兵談).
Nach seiner Demission 1780 zog Schérer wieder nach Straßburg und wurde dort Mitglied des Stadtrats. Nach der französischen Revolution zog er aus gesundheitlichen und politischen Gründen nach Baden-Baden. Eine Zeit lang war er für den österreichischen Hofkriegsrat tätig, bevor er eine Professur für die Französische Sprache in Tübingen annahm.
Jean Benoit Schérer war Freimaurer in Straßburg und hatte Kontakt zu Emanuel Swedenborg und Alessandro Cagliostro.

## Familie
Sein aus erster Ehe mit Maria Dorothea Berg in St. Petersburg geborener Sohn Alexander Nikolas von Scherer wurde Professor der Chemie in Halle (Saale), später Professor der Physik in Dorpat.
Jean Benoît Schérer war in zweiter Ehe mit Albertine Franziska Nebenius (1758–1829) verheiratet, der Tante von Karl Friedrich Nebenius. Aus dieser Ehe ging ein Sohn, Carl Friedrich August Ludwig Scherer (1787–1871), hervor.

## Schriften
- Recherches historiques et géographiques sur le nouveau-monde. Brunet, Paris 1777 (Digitalisat der Bayerischen Staatsbibliothek).
- Annales de la Petite-Russie ou Histoire des Cosaques-Saporogues et des Cosaques de l’Ukraine, ou de la Petite-Russie, depuis leur origine jusqu’à nos jours, suivie d’un abrégé de l’histoire des Hettmans des Cosaques. Cuchet, Paris 1788, zwei Bände.
  - deutsche Ausgabe: Karl Hammerdörfer (Hrsg.): Geschichte der Ukrainischen und Saporogischen Kasaken nebst einigen Nachrichten von der Verfassung und den Sitten derselben. Nach J.B. Scherers aus rußischen Handschriften übersetzten „Annales de la Petite Russie Etc.“ Leipzig 1789. (Digitalisat der Digitalen Bibliothek Mecklenburg-Vorpommern).